# تاناسبرگ
تاناسبرگ (به آلمانی: Tännesberg) یک شهر در آلمان است که در بایرن واقع شده‌است.

## خصوصیات
تاناسبرگ ۴۶٫۵۷ کیلومترمربع مساحت دارد ۵۸۵ متر بالاتر از سطح دریا واقع شده‌است.